# DeWitt Clinton (locomotive)
Pour les articles homonymes, voir DeWitt et Clinton.
Une DeWitt Clinton est un des premiers modèles de locomotive à vapeur de l'histoire des chemins de fer américains, premier modèle en service de l'État de New York, entre 1831 et 1833.

## Histoire
Cette locomotive à vapeur de la société de chemin de fer américaine Mohawk and Hudson Railroad (M&H, inaugurée le 24 septembre 1831, première compagnie de chemin de fer de l'État de New York, et un des premiers chemins de fer de l'histoire des chemins de fer américains) est conçue par l'ingénieur-chef américain John B. Jervis (en), avec une locomotive, un wagon tender, et trois wagons diligences montés sur bogies, pour 15 à 18 passagers, et 50 km/h de vitesse de pointe,. 

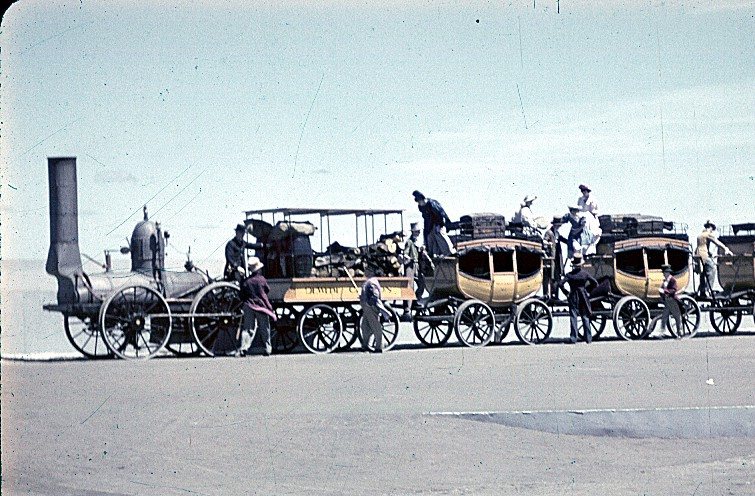
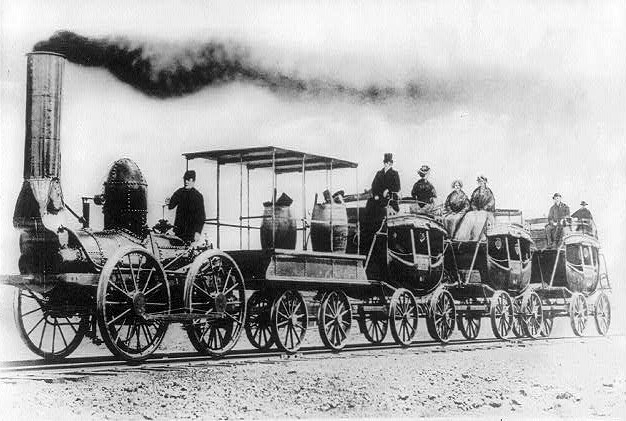

Elle est nommée à titre posthume du nom du maire de New York et gouverneur de l'État de New York DeWitt Clinton, principal partisan du projet de transport par navigation à vapeur du canal Érié de 1817, pour relier l'océan Atlantique aux Grands Lacs d'Amérique du Nord. 
Elle réalise son premier trajet inaugural le 2 juillet 1831, entre les villes d'Albany et Schenectady (le long du canal Érié) avec 25 km parcourus en 1 H 45 min, à environ 16 km/h de moyenne. Elle assure ensuite cette ligne régulière jusqu'en 1833, avec un temps record de 38 min, au lieu de 2 ou 3 jours par la canal ralentis par plus d'une douzaine d'écluses. Le succès de ce modèle est précurseur du développement intensif du transport par chemin de fer de la révolution industrielle du XIXe siècle.
La New York Central Railroad (NYC) intègre la Mohawk and Hudson Railroad en 1853, et fait construire une réplique historique de ce modèle pour l'Exposition universelle de 1893 de Chicago (du 400e anniversaire de la découverte de l'Amérique par Christophe Colomb en 1492). Cette réplique est acquise en 1934 par Henry Ford, pour l'exposer depuis dans son musée The Henry Ford de Dearborn dans le Michigan,.